# Без остановки
«Без остановки» (англ. Non-Stop) — научно-фантастический роман английского писателя Брайана Олдисса. Один из ранних романов автора. Первоначально опубликовано издательством Faber & Faber, позднее неоднократно переиздавалось в Британии и США. Большинство американских издательств публикуют произведение под названием «Звёздный корабль». Роман основан на идее корабля поколений.

## Сюжет
Молодой охотник Рой Комплейн — член кочевого племени Грина, обитающего в районе Кабин у Кормы. Люди живут в огромном Корабле и воспринимают его как цельный мир. Весь Корабль зарос Водорослями, образующими джунгли, центральный проход по кораблю закрыт, чтобы пройти из конца в конец нужно проделать долгий и опасный кружный путь. На Корабле, кроме людей, живут таинственные Гиганты и Чужаки (оборотни). Племена медленно кочуют по Кораблю, охотясь и употребляя в пищу Водоросли. Во время охоты похищают жену Комплейна, вождь племени Лейтенант Грин приговаривает Комплейна к бичеванию. К охотнику приходит священник Маррапер и подбивает его совершить поход в Джунгли. Цель Маррапера — захватить Контрольную Рубку, убить таинственного Капитана и захватить власть над Кораблём. У него есть книга-план Корабля.
Герои продвигаются через Джунгли, ночью Комплейн и Роффери попадают в бассейн, где вступают в стычку с Гигантами. Роффери пропадает, а Комплейна отпускают на свободу. Комплейн встречается с несколькими крысами и с ужасом понимает, что они наделены разумом. На них натыкается патруль племени Носарей и берёт путешественников в плен.
Носари — самое развитое племя на корабле, они живут осёдло. Магистр Скойт отводит Маррапера к Рубке, но войти в Рубку они не могут — проход заблокирован. Носари устраивают Фермору и Комплейну проверку, после чего принимают Комплейна, а Фермор оказывается Чужаком. Эмиссар разбойничьего племени Грегга Комплейна предлагает Носарям объединение ввиду крысиной угрозы. На переговорах Грегг дарит брату оружие, а возлюбленная Роя Лаур Вайан крадёт у Грегга дневник капитана Грегори Комплейна. Рой и Вайан читают дневник.
В 2521 году корабль поколений «Большой Пёс» достиг планеты Альфы Проциона и высадил там колонистов. Оставшаяся команда ведёт корабль обратно. Экипаж набрал свежую воду на планете, но в ней оказывается чужеродная аминокислота, человеческий организм не может усвоить белки, создаваемые на её основе, и на корабле начинается повальная эпидемия — «девятидневная зараза». Корабль погружается в анархию, один из сортов водорослей мутирует и заполоняет весь корабль, капитан перекрывает Главный Коридор. Люди умирают, но часть их всё же выздоравливает.
Рой понимает, что подарок Грегга может расплавлять стены. Герои пробиваются в Контрольную Рубку, но находят её полностью уничтоженной. Гиганты помогают бежать Фермору, магистр Скойт решает очистить полностью два отсека, расплавив стены. Это приводит к невообразимому хаосу. Герои находят Фермора. Чтобы спастись от крыс, он перегораживает все отсеки. Фермор рассказывает героям всю правду. Когда «Большой Пёс» долетел до Земли, земляне, к своему удивлению, не смогли с ним связаться. Отряд с Земли высадился на борту, заглушил двигатели и перевёл корабль на орбиту. Люди на корабле мутировали, их рост уменьшился, продолжительность жизни сократилась до 20 лет. Земляне посылали на корабль посменно ремонтный персонал (Гиганты) и подобранных по росту учёных-добровольцев (Чужаки).
Срабатывает блок безопасности и корабль распадается на герметичные отсеки. Теперь у землян нет выбора, они должны доставить обитателей корабля на Землю.

## Критика
Обозреватель журнала Galaxy Флойд Гейл (Floyd C. Gale) дал повести смешанный отзыв, оценив произведение в 3 1/2 звезды, отметив «шокирующую концовку, настолько обрывающую и оставляющую столь много вопросов без ответа». Позднее он сравнил влияние книги с произведением «Tumithak».
В 2000 году книга была переиздана в серии SF Masterworks, с небольшими изменениями автора.